# Демьяненко, Виталий Викторович
Виталий Викторович Демьяненко (27 июня 1983, Алма-Ата, СССР) — казахстанский боксёр, боксёр-профессионал, выступавший в полусредней весовой категории. Боксом занимался с 1996 года. Сын знаменитого советского боксера Виктора Демьяненко.
Указом Президента Республики Казахстан от 9 декабря 2019 года награждён Орденом «Курмет» (2019)